# Beyenburg
Beyenburg ist ein an der Wupper gelegener Stadtteil im Osten von Wuppertal. Er gehört seit 1975 zum Stadtbezirk Langerfeld-Beyenburg und grenzt an den Wuppertaler Stadtteil Langerfeld sowie an die Städte Schwelm, Ennepetal, Radevormwald und Remscheid.
Zu dem Wohnquartier Beyenburg-Mitte gehören neben dem Hauptort zusätzlich die Ortslagen, Außenortschaften und Höfe Beyenburger Lohmühle, Niederdahlhausen (Wuppertal), Hengsten, In der Grüne, Mosblech, Scharpenstein, Siegelberg, Siepenplatz, Steinhaus, Sondern, Vor der Hardt und Zur guten Hoffnung.

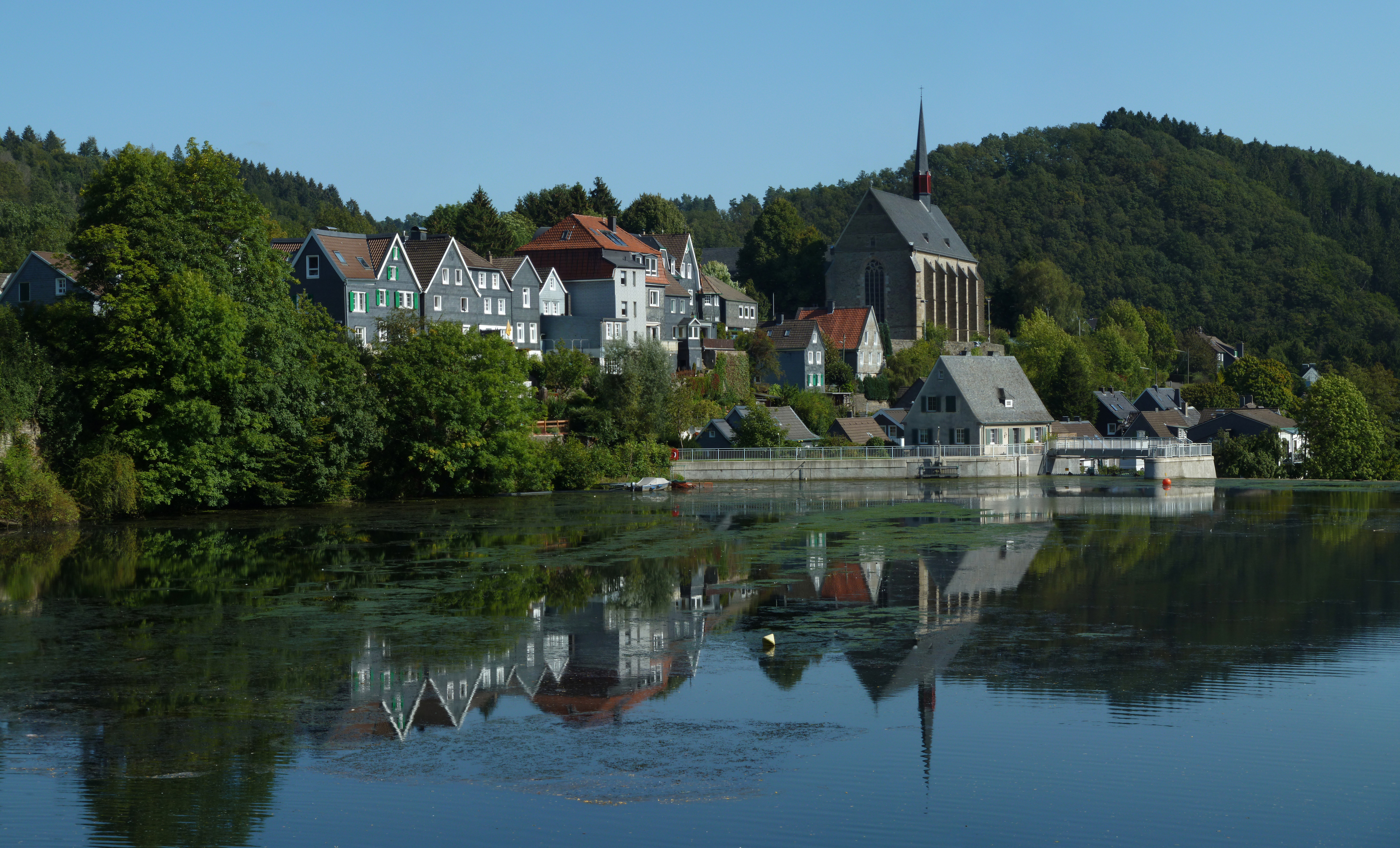
Blick über den Stausee auf den historischen Ortskern und die Klosterkirche

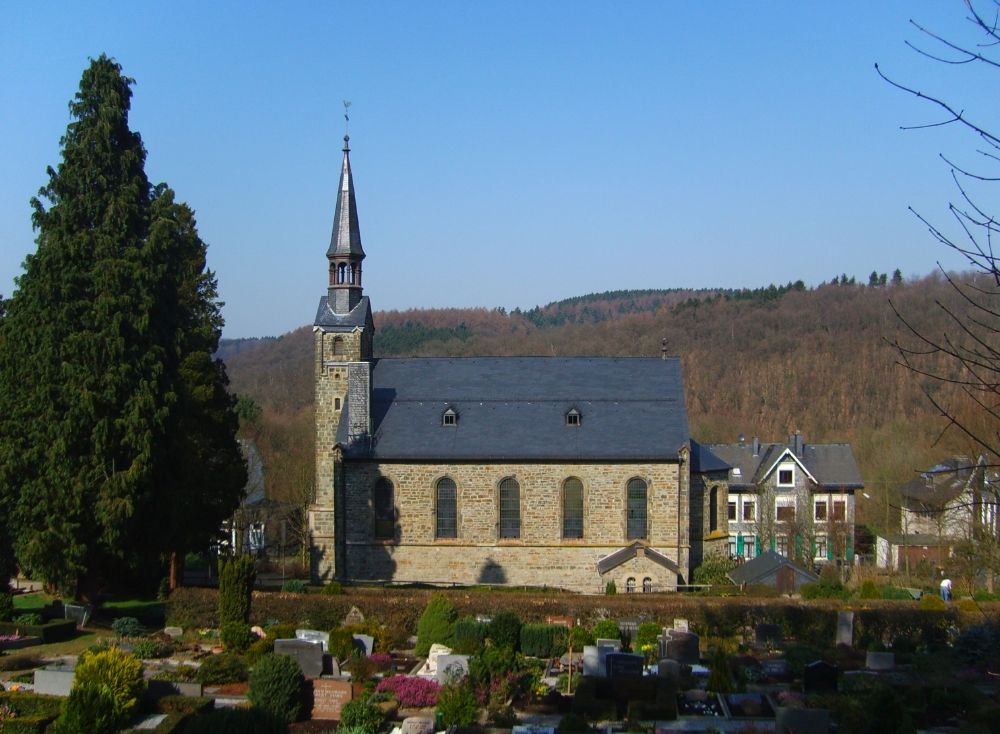
Die evangelische Kirche in Beyenburg

## Geschichte

Wappen von Beyenburg

Der historische Ortskern liegt in einer Schleife des Flusses Wupper, der dort im Beyenburger Stausee aufgestaut wird. Letzterer wurde 1952–1953 als Nachfolger des Ausgleichweihers Beyenburg (1898–1900 erbaut) vom Wupperverband zur Regulierung der Wupper errichtet.
Der historische Ortskern in der Wupperschleife wurde im Jahr 1303 erstmals als Beyenborch erwähnt. Bereits vor 1296 erfolgte zugunsten des Kreuzherrenordens durch Graf Adolf V. von Berg († 1296) die Schenkung des nahen Oberhofs Steinhaus und der dazugehörigen Kapelle, die 1811 abgebrochen wurde. 1298 bestätigte sein Bruder Konrad I. von Berg, ehemals Dompropst und Archidiakon in Köln, mit Zustimmung seiner Mutter Margarete von Hochstaden die Schenkung seines verstorbenen Bruders. Diese Bestätigungsurkunde ist die erste schriftliche Erwähnung des Vorgangs.
Bald darauf folgte dort die Klostergründung. Die unruhige Lage an der dortigen Hanse- und Heerstraße, dem Heerweg Köln–Dortmund, der zugleich Pilger- und Reiseweg war, veranlasste die Kreuzbrüder nur wenige Jahre später (1303/04), talwärts einen neuen Standort zu suchen und auf dem nahen Beyenberg das neue Kloster Steinhaus zu gründen. Schon 1339 ist eine Wupperbrücke des Heerwegs in Beyenburg beurkundet.
Der Oberhof Steinhaus selbst, der heute ebenfalls im Ortsgebiet Beyenburgs liegt, ist älter als der historische Ortskern. Er wurde bereits im Jahr 1189 erwähnt, als er von den Grafen von Berg an die Grafen von Hückeswagen als Pfand überlassen wurde.

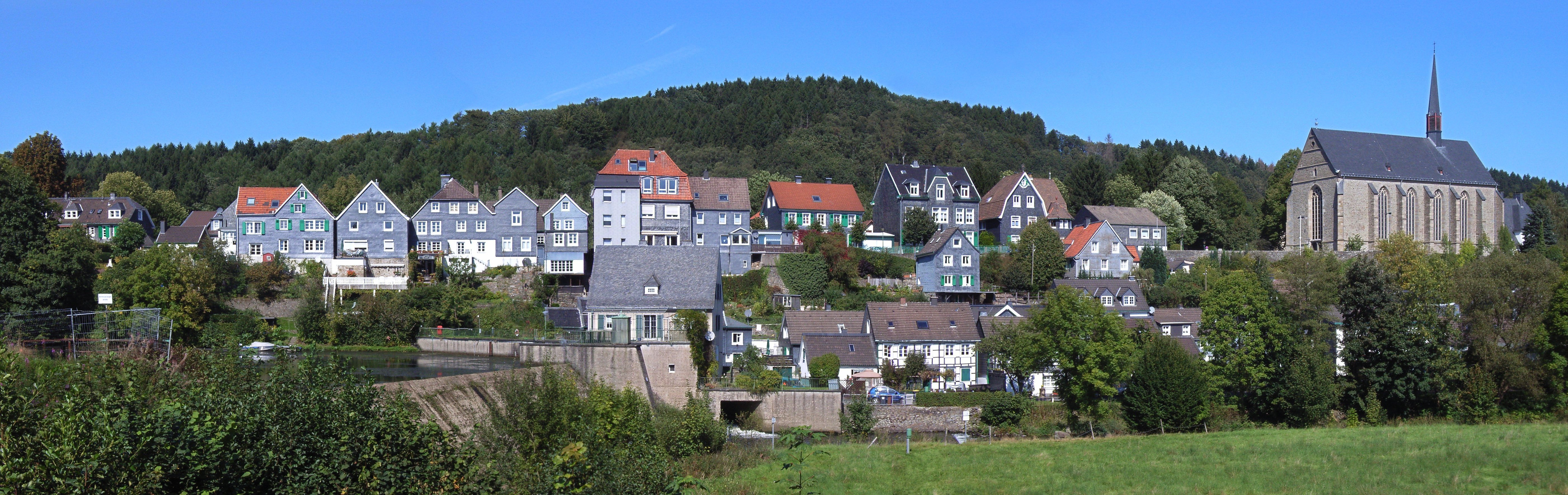
Panoramablick auf den historischen Ortskern Beyenburgs von Süden aus

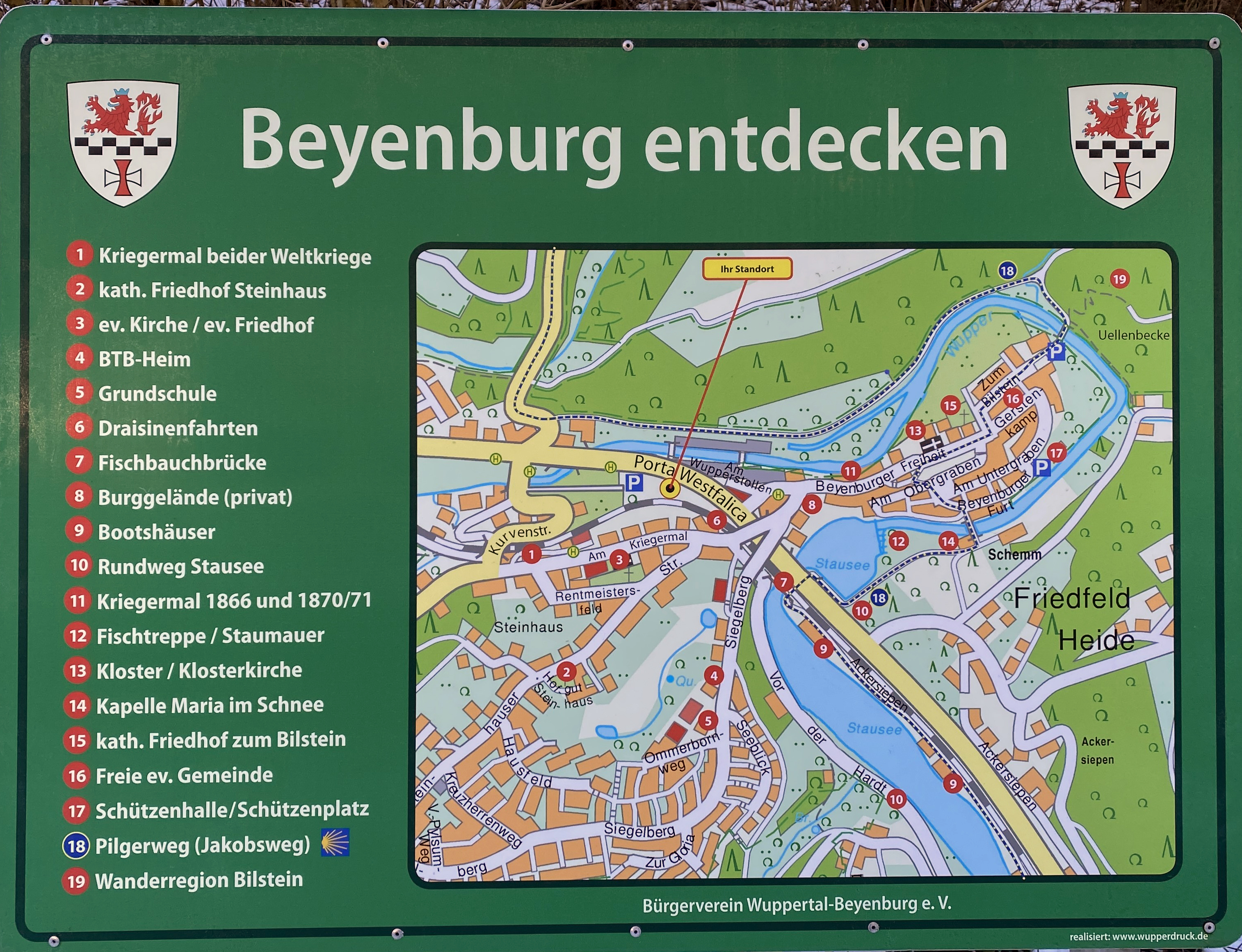
Plan mit Sehenswürdigkeiten

Das wichtigste Gebäude ist die im 15. Jahrhundert erbaute Beyenburger Klosterkirche St. Maria Magdalena, auch „Beyenburger Dom“ genannt. Sie wurde mit dem Kloster auf dem Beyenberg errichtet. In der Kirche befindet sich die Kreuzkapelle, in der ein Teil der Reliquien der Heiligen Odilia von Köln, der Schutzpatronin des Kreuzherrenordens, aufbewahrt werden.
Beyenburg war Verwaltungszentrum des spätestens 1399 gegründeten bergischen Amtes Beyenburg, zu dem die Kirchspiele Lüttringhausen, Barmen, Radevormwald, Ronsdorf und Remlingrade gehörten. Neben dem Kloster wurde als Schutzburg, Amtssitz des Amtmanns und Herzogsresidenz die 1336 erstmals erwähnte Burg Beyenburg erbaut, die heute bis auf wenige Stützmauern verfallen ist. Um Kloster und Burg entstand der heutige historische Ortskern Beyenburgs, der um 1400 aus 26 Wohnhäusern und einer Wassermühle bestand. Der Ort wurde, wie für Burgsiedlungen im Bergischen Land üblich, bald darauf zur Freiheit ernannt, was als Vorstufe zu einer Stadt gewisse Privilegien und eine unabhängige Gerichtsbarkeit garantierte.
Das Kloster war zuständig für die Seelsorge, die Schulbildung und die Armenpflege. Es wurde 1804 säkularisiert, diente während des Zweiten Weltkriegs bis 1950 unter der Obhut der Augustinerinnen als Entbindungsstation und wurde 1964 wieder vom Kreuzherrenorden in Besitz genommen. Heute (2008) ist es das letzte Kloster dieses Ordens in Deutschland. Eine Strecke des rheinischen Jakobswegs von Dortmund über Köln nach Aachen macht am Kloster Station.
Im Jahr 1797 wurden für die den Ort 70 Einwohner, 55 Feuerstätten, 38 bergische Morgen Ackerland, 13 berg. Morgen Wiesen sowie 20 Ochsen und Kühe verzeichnet.
1806 wurde das herzogliche Amt Beyenburg von den französischen Besatzern aufgelöst. Nach dem Übergang an Preußen wurde Beyenburg 1816 als Teil der Gemeinde Lüttringhausen in den neu geschaffenen Kreis Lennep aufgenommen, in dem es bis 1929 verblieb. In diesem Jahr wurde Beyenburg im Rahmen der Gebietsreform von Lüttringhausen abgetrennt und nach Wuppertal umgemeindet.
1815/16 lebten 523 Einwohner im Ort. Der laut der Statistik und Topographie des Regierungsbezirks Düsseldorf als Flecken bezeichnete Ort wurde Beienburg genannt und besaß zu dieser Zeit eine Kirche, ein öffentliches Gebäude, 70 Wohnhäuser, drei Fabriken oder Mühlen und zwei landwirtschaftliche Gebäude. Zu dieser Zeit lebten 619 Einwohner im Ort, 119 evangelischen und 500 katholischen Glaubens. Im Gemeindelexikon für die Provinz Rheinland von 1888 werden 108 Wohnhäuser mit 1.044 Einwohnern angegeben.
Noch heute erinnern Straßennamen an historisch bedeutsame Orte. So weist die Straße Steinhaus auf den ehemaligen Standort des Oberhofs Steinhaus und seiner Kapelle hin. An der Straße Mosblech stand das damalige, auf Steinhaus folgende Hofesgericht Mosblech. Der schmale Fußweg, der die Straßen Steinhaus und Rentmeistersfeld verbindet, ist ein Teil der ehemaligen Hansestrasse (Heerweg Köln–Dortmund) und wird von den Beyenburgern „Sträßchen“ genannt. In der Straße Rentmeistersfeld war der Rentmeister, Vorstand des Rentamts, ansässig. Die Straße Porta Westfalica (Tor nach Westfalen) weist auf die frühere, große Bedeutung der Beyenburger Brücke als Grenzübergang, Zoll- und Kontrollstation hin.

Beyenburger Wohnhäuser im bergischen Baustil
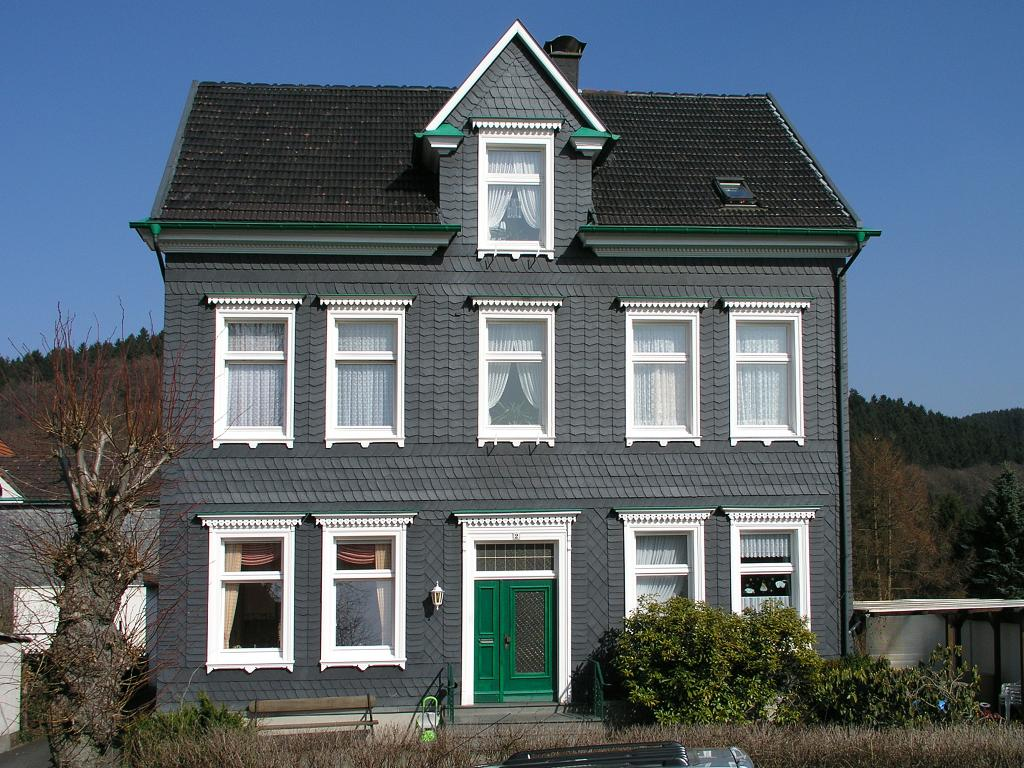
Schieferverkleidetes Wohnhaus Zum Bilstein 2
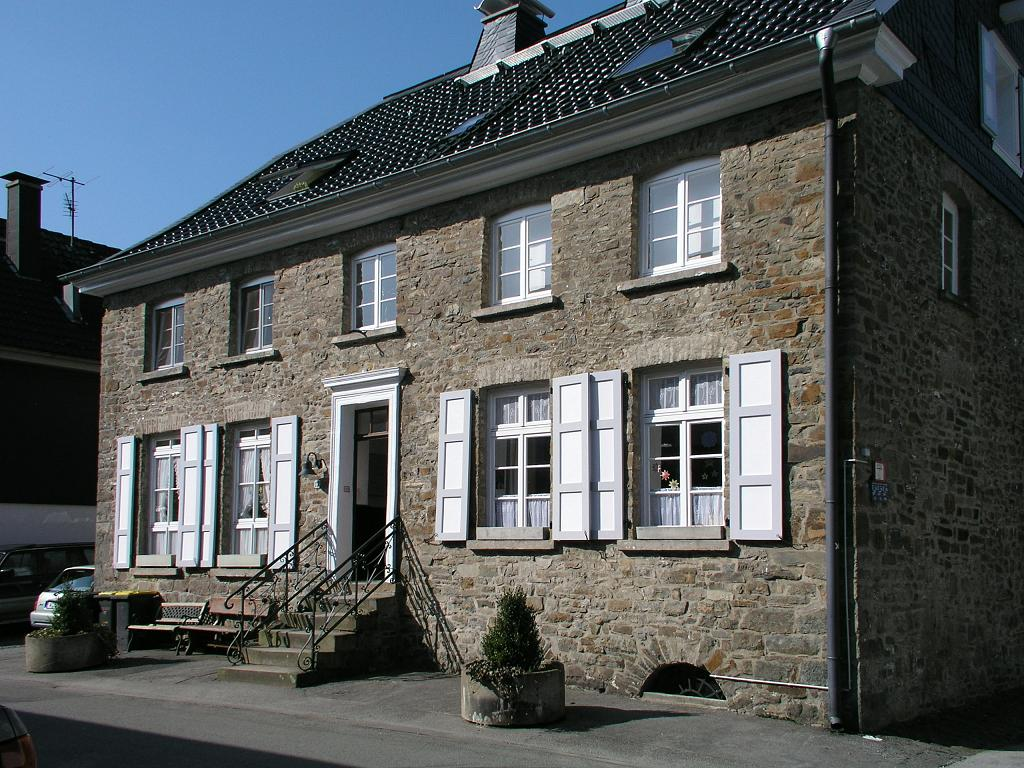
Natursteinhaus Beyenburger Furt 17
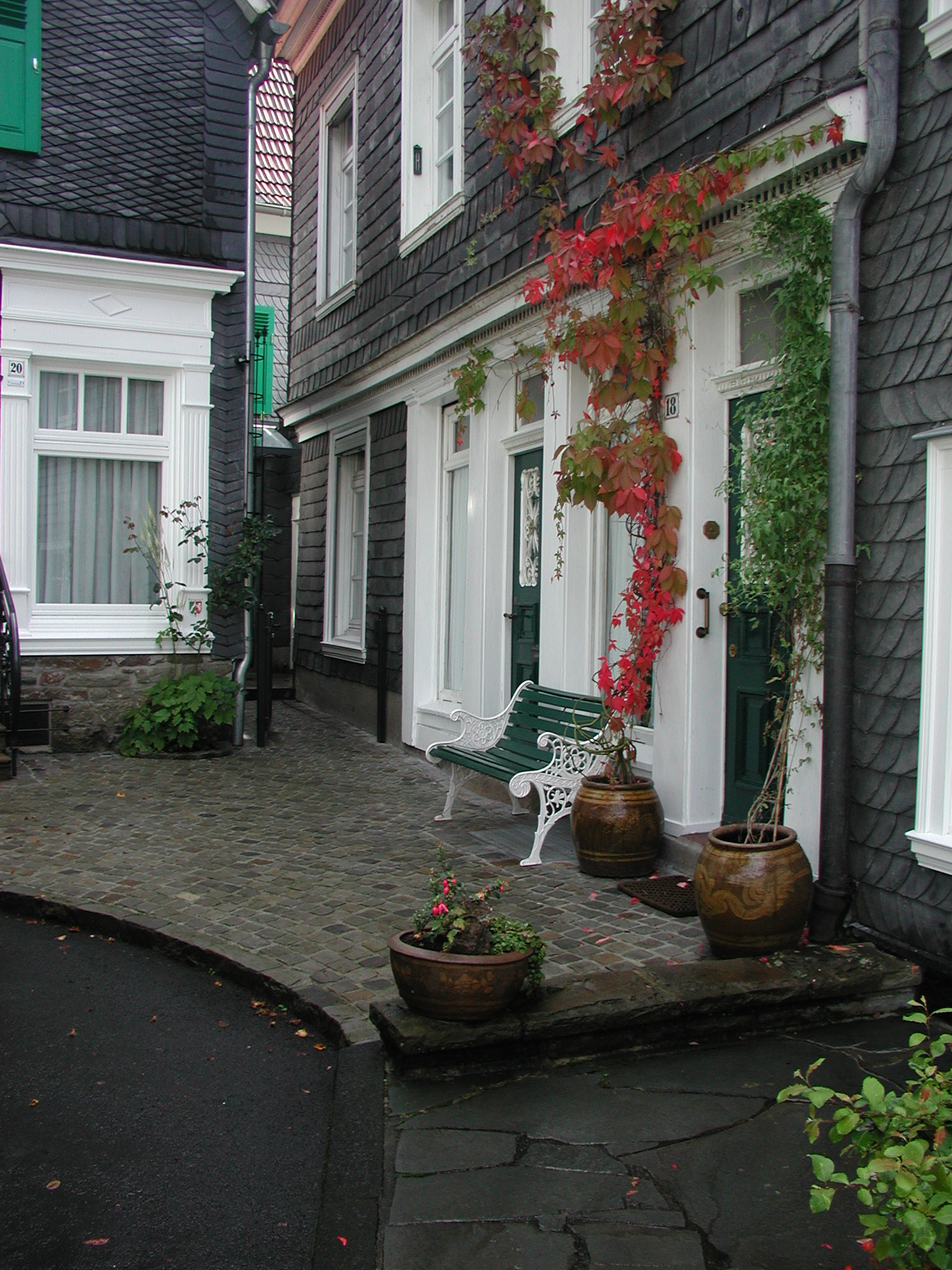
Hausfront Beyenburger Freiheit 18
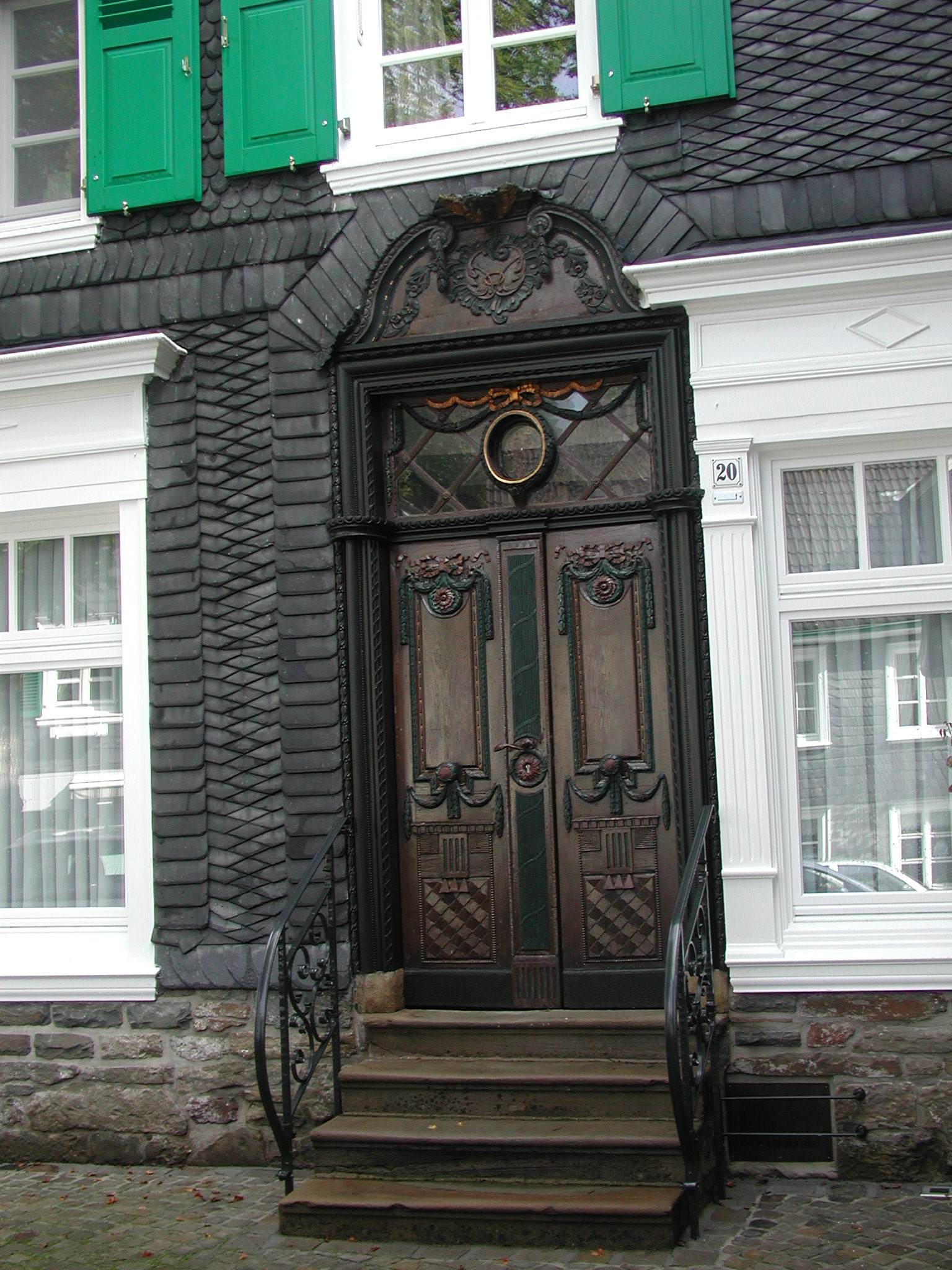
Haustür Beyenburger Freiheit 20
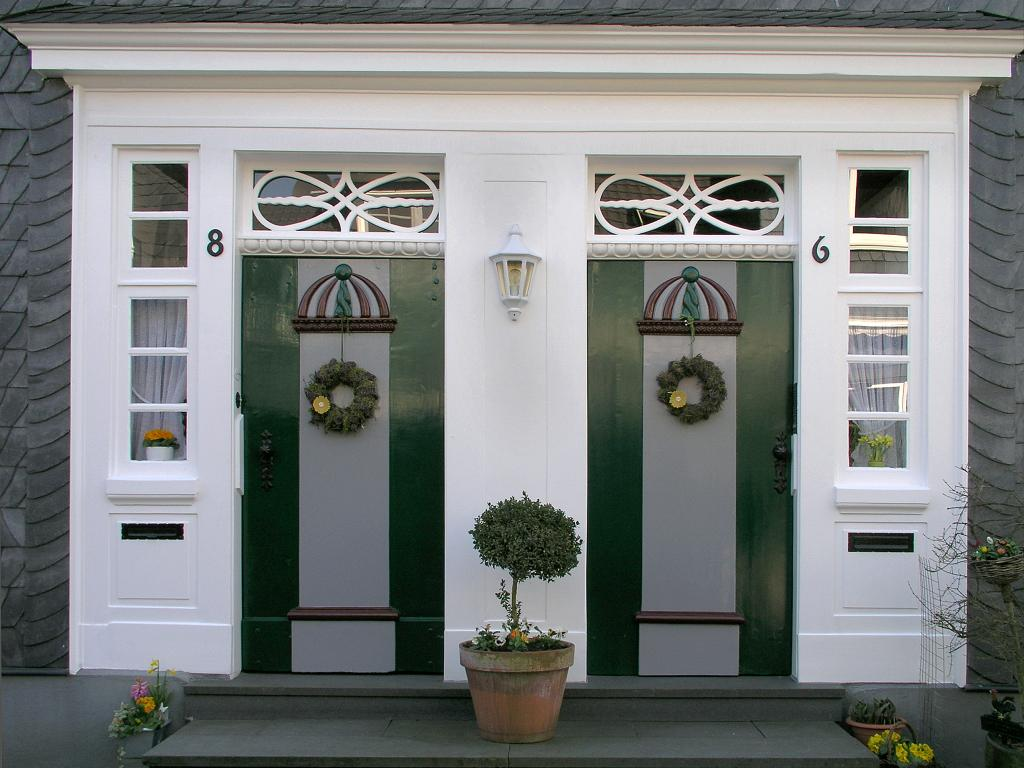
Haustüren Beyenburger Furt 6–8

## Infrastruktur
1888 fand Beyenburg durch die Wuppertalbahn Anschluss an das Bahnnetz. Die Bahnstrecke ist seit 1980 stillgelegt, soll aber im Rahmen eines Museumsbahnbetriebs zukünftig wieder befahren werden.
Im Ort kreuzen sich die Landesstraßen L 411, L 414 und L 527.
Busverbindungen gibt es – teilweise sehr eingeschränkt – in Richtung Wuppertal, Schwelm, Remscheid, Ennepetal und Radevormwald, insgesamt wird Beyenburg von folgenden Buslinien angefahren:
| Linie   | Linienverlauf | Kooperation           | Takt (Mo–Fr)         | Takt (Sa)          | Takt (So)          | Bemerkung                  |
| ------- | --- | --------------------- | -------------------- | ------------------ | ------------------ | -------------------------- |
| 586     | Schwelm, Blücherplatz – W-Beyenburg Wupperbrücke – Schwelm, Papierfabrik                                                      | VER                   | fünf Fahrten pro Tag | kein Betrieb       | kein Betrieb       | Verkehrt nur an Schultagen |
| 616     | W-Oberbarmen Bahnhof – W-Beyenburg Mitte (– W-Beyenburg, Siegelberg)                                                          |                       | 20–40 min (60 min)   | 60 min             | 60 min             |                            |
| 626     | W-Oberbarmen Bahnhof – W-Beyenburg Mitte– Radevormwald, Busbahnhof                                                            | DB Rheinlandbus, OVAG | 30–60 min            | 60 min             | 60 min             |                            |
| 659/669 | W-Beyenburg Mitte (669) – Radevormwald-Herkingrade (659) – Remscheid-Lennep, Grenzwall                                        | Stadtwerke Remscheid  | 20–120 min           | 30–180 min         | 60 min             |                            |
| NE8     | W-Barmen Bahnhof – W-Oberbarmen Bahnhof – W-Beyenburg Mitte – W-Beyenburg Grünental – W-Oberbarmen Bahnhof – W-Barmen Bahnhof |                       | kein Betrieb         | eine Fahrt pro Tag | eine Fahrt pro Tag |                            |

## Wanderwege
Beyenburg ist ein wichtiger Ausgangs- und Knotenpunkt für viele Wanderwege: Wupperweg (Raute 6), Wuppertaler Rundweg (W im Kreis), Jakobspilgerweg (Jakobsmuschel), Wappenweg Ennepetal (Rund um Ennepetal) und Straße der Arbeit (halbes Mühlrad). Interessant ist auch der Steig auf den Bilsteiner Kopf (285 m) (Start an der Fußgängerbrücke Wupperschleife).

## Kultur und Sport
Der älteste Verein in Beyenburg ist die Schützenbruderschaft St. Annae et Katharinae Wuppertal-Beyenburg, die im Jahr 1383 gegründet wurde. Sie ist damit auch eine der ältesten im Bergischen Land.
1900 wurde der Bergischer Turnerbund Beyenburg 1900 e. V., kurz BTB, gegründet. Er verfügt über die Sporthallen Am Kriegermal (eröffnet am 16. Mai 1958) und Siegelberg (erbaut 1991) und das Vereinsheim am Siegelberg (erbaut 1983).
Auf dem Beyenburger Stausee finden regelmäßig Wettkämpfe in verschiedenen Wassersportdisziplinen statt.
Bekannt im Bereich der Jugendkultur ist Beyenburg durch das Open-Air-Festival Beyenburg rockt, welches von 2004 bis 2006 insgesamt dreimal stattfand.

## Städtische und sonstige Einrichtungen

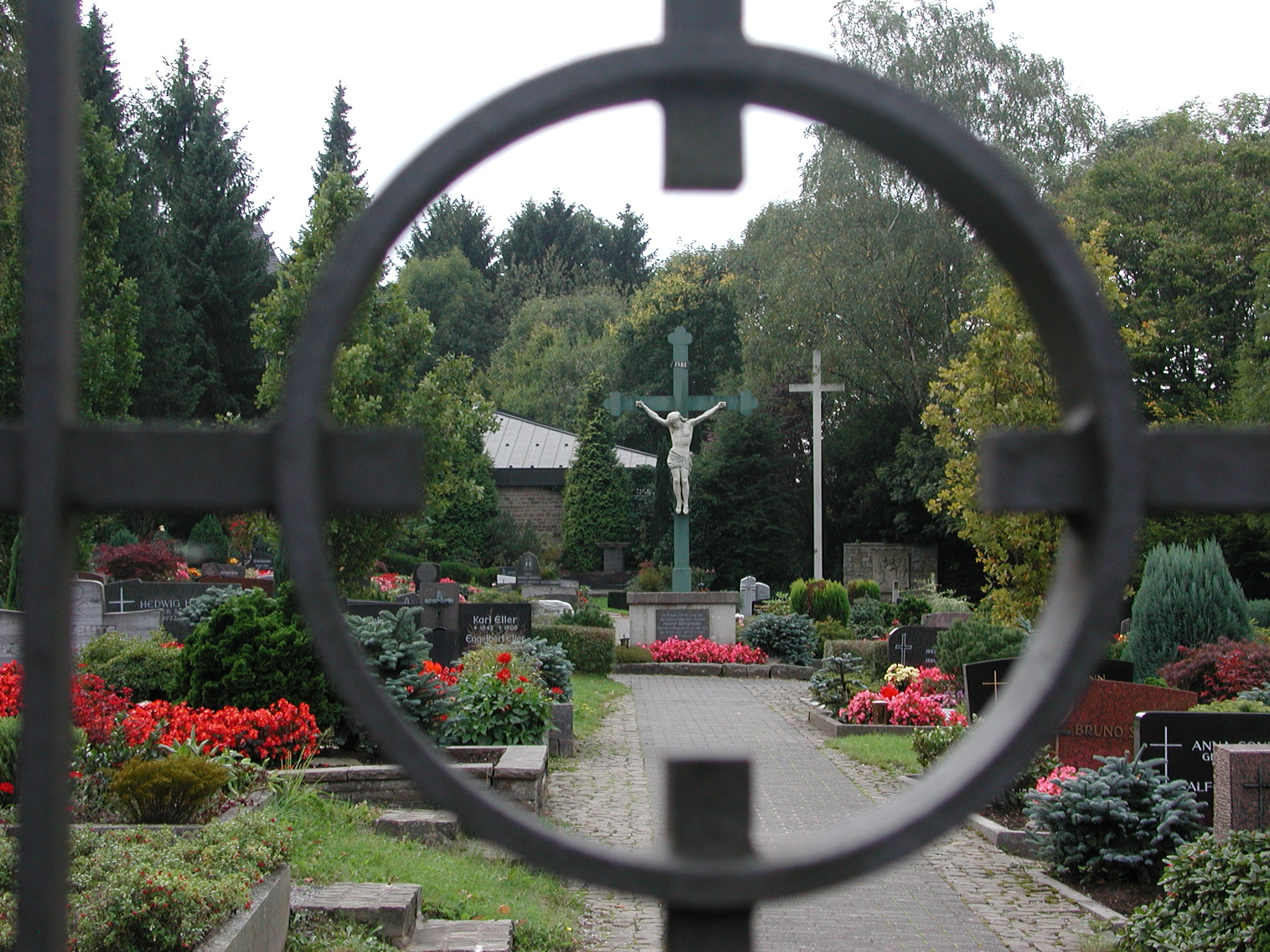
Beyenburg: Friedhof Klosterkirche

- Es gibt eine Städtische Grundschule, die 1976 aus dem Haus Am Kriegermal 22 in ein neu gebautes Schulgebäude am Siegelberg 40 umzog. 2003 wurde das Gebäude auf Grund hoher Asbestbelastung abgerissen und 2004 an gleicher Stelle neu errichtet. Zeitgleich wurde die Schule von Gemeinschaftsgrundschule Siegelberg in Grundschule Beyenburg umbenannt und bietet mittlerweile auch Ganztagsbetreuung an.
- Polizeiwache, Stadtbibliothek und Bürgerbüro befinden sich heute im ehemaligen Gebäude der Grundschule am Kriegermal.
- Im alten Bahnhof Wuppertal-Beyenburg sind neben der SozialAKADEMIE Wuppertal e. V. das Ita Wegman Berufskolleg und die therapeutische Wohngemeinschaft Porta e. V. untergebracht.
- Am Kriegermal 50 befindet sich ein sozialtherapeutisches Wohnheim des Blauen Kreuzes.
- In Beyenburg gibt es drei Friedhöfe: Die katholischen Friedhöfe „Zum Bilstein“ und „Zum Steinhaus“ sowie den evangelischen Friedhof „Am Kriegermal“.
- Gleich hinter den letzten Häusern von Unterbeyenburg liegt jenseits der Wupper im Bereich von Schemm (Ennepetal) die Beyenburger Kapelle Maria Schnee. „Stall und Waschhaus war ich, Kapelle bin ich, Wanderer grüß ich, Segen wünsch ich“ ist dort als Wandspruch zu lesen. Damit ist die Geschichte erklärt. Ein kleines Gebäude inmitten einer gärtnerisch einladend gestalteten Umgebung mit steinernem Außenaltar wurde im Zuge einer privaten Initiative in eine Kapelle umgewandelt und ist jetzt unter dem Namen „Beyenburger Kapelle Maria Schnee“ vor allem unter Jakobsweg-Pilgern gefragt. Das „Schneewunder“ auf einem der Hügel Roms am Morgen des 5. August 358 ist der Hintergrund. So soll die Madonna einem römischen Patrizier namens Johannes und seiner Frau erschienen sein und beiden versprochen haben, dass ihr Wunsch nach einem Sohn erfüllt werde, wenn man ihr zu Ehren eben dort eine Kirche errichtete, wo am nächsten Morgen Schnee liege. Eine Nachbildung des Gnadenbildes der Maria Schnee aus Rom in einer Glasvitrine neben einem 51-armigen Kerzenleuchter  bestimmen das Bild im Inneren der kleinen Kapelle am Jakobsweg.

## Vereine
- Bergischer Turnerbund Beyenburg 1900
- Bürger- und Heimatverein Beyenburg
- DRK
- Gemeinschaft Sondern[4]
- Leben eben e. V.
- Porta e. V.
- Schützenbruderschaft St. Annae et Katharinae
- TSV Beyenburg

## Persönlichkeiten
- Johannes Adolph Ibach (1766–1848), Klavierbauer
- Martin Wilhelm von Mandt (1799–1858), Chirurg, Leibarzt des Zaren Nikolaus I.
- Ernst Schrupp (1915–2005), Theologe, Leiter des Missionshauses und der Bibelschule Wiedenest
- Bernd Sebastian Kamps (* 1954), Arzt
- Harald Krassnitzer (* 1960), Schauspieler
- Ann-Kathrin Kramer (* 1966), Schauspielerin
- Gerard Peter Vos (1926–2014), Pater des Kreuzherrenordens, ansässig im Kloster Steinhaus von 1963 bis 2014
- Bruder Dirk Wasserfuhr OSC